# Грег Монро
Грегорі «Грег» Кіт Монро (молодший) (англ. Gregory "Greg" Keith Monroe Jr., нар. 4 червня 1990, Новий Орлеан, Луїзіана, США) — американський професіональний баскетболіст, важкий форвард і центровий.

## Ігрова кар'єра
Починав грати в баскетбол у команді старшої школи Гелен Кокс (Гарві, Луїзіана). У випускному класі був названий Всеамериканським спортсменом. Після закінчення школи вважався п'ятизірковим рекрутом. На університетському рівні грав за команду Джорджтаун (2008–2010). У своєму першому студентському сезоні набирав 12,7 очка та 6,5 підбирання, що дозволило йому отримати нагороду найкращого новачка конференції Big East. На другому курсі набирав 16,1 очка та 9,6 підбирання.
2010 року був обраний у першому раунді драфту НБА під загальним 7-м номером командою «Детройт Пістонс». Дебютував у лізі 30 жовтня у матчі проти «Чикаго Буллз», а 10 грудня вперше вийшов у старті. 23 лютого 2011 року провів найкращу гру свого першого сезону в НБА, набравши 27 очок та 12 підбирань у матчі проти «Індіана Пейсерз». За підсумками сезону був включений до другої збірної новачків.
Наступного сезону, разом з партнером по команді Брендоном Найтом був запрошений для участі у Матчі новачків НБА, зігравши у команді Шака.
9 липня 2015 року став гравцем «Мілвокі Бакс», підписавши трирічний контракт на суму 50 млн. доларів. 
7 листопада 2017 року перейшов до «Фінікс Санз» в обмін на Еріка Бледсо.
8 лютого 2018 року підписав контракт з «Бостон Селтікс». 6 квітня 2018 року записав до свого активу другий кар'єрний трипл-дабл, набравши 19 очок, 11 підбирань та 10 результативних передач у матчі проти «Чикаго Буллз». Він став першим центровим франшизи, якому вдалося зробити трипл-дабл з часів Роберта Періша.
10 серпня 2018 року підписав контракт з «Торонто Репторз». 7 лютого 2019 року був обміняний до «Бруклін Нетс» та одразу ж відрахований з команди.
24 березня 2019 року підписав 10-денний контракт з «Бостоном».
4 квітня 2019 року підписав контракт з «Філадельфією». Допоміг команді дійти до півфіналу Східної конференції, де «Сіксерс» програли майбутнім чемпіонам «Торонто».
25 липня 2019 року підписав контракт з німецькою «Баварією».
30 липня 2020 року перейшов до складу російських «Хімок».

## Статистика виступів

### Коледж
| Сезон   | Команда    | GP | GS | MPG  | FG%  | 3P%  | FT%  | RPG | APG | SPG | BPG | PPG  |
| ------- | ---------- | -- | -- | ---- | ---- | ---- | ---- | --- | --- | --- | --- | ---- |
| 2008–09 | Джорджтаун | 31 | 31 | 30.9 | .570 | .333 | .700 | 6.6 | 2.6 | 1.8 | 1.4 | 12.7 |
| 2009–10 | Джорджтаун | 34 | 33 | 34.2 | .525 | .259 | .660 | 9.7 | 3.7 | 1.2 | 1.5 | 16.2 |
| Усього  | Усього     | 65 | 64 | 32.6 | .542 | .273 | .677 | 8.2 | 3.2 | 1.5 | 1.5 | 14.5 |

### Регулярний сезон
| Сезон             | Команда                       | GP  | GS  | MPG  | FG%  | 3P%   | FT%  | RPG  | APG | SPG | BPG | PPG  |
| ----------------- | ----------------------------- | --- | --- | ---- | ---- | ----- | ---- | ---- | --- | --- | --- | ---- |
| 2010–11           | «Детройт Пістонс»             | 80  | 48  | 27.8 | .551 | .000  | .622 | 7.5  | 1.3 | 1.2 | .6  | 9.4  |
| 2011–12           | «Детройт Пістонс»             | 66  | 66  | 31.5 | .521 | .000  | .739 | 9.7  | 2.3 | 1.3 | .7  | 15.4 |
| 2012–13           | «Детройт Пістонс»             | 81  | 81  | 33.2 | .486 | .000  | .689 | 9.6  | 3.5 | 1.3 | .7  | 16.0 |
| 2013–14           | «Детройт Пістонс»             | 82  | 82  | 32.8 | .497 | .000  | .657 | 9.3  | 2.1 | 1.1 | .6  | 15.2 |
| 2014–15           | «Детройт Пістонс»             | 69  | 57  | 31.0 | .496 | .000  | .750 | 10.2 | 2.1 | 1.1 | .5  | 15.9 |
| 2015–16           | «Мівуокі Бакс»                | 79  | 67  | 29.3 | .522 | .000  | .740 | 8.8  | 2.3 | .9  | .8  | 15.3 |
| 2016–17           | «Мілвокі Бакс»                | 81  | 0   | 22.5 | .534 | .000  | .741 | 6.6  | 2.3 | 1.1 | .5  | 11.7 |
| 2017–18           | «Мілвокі Бакс»                | 5   | 0   | 15.8 | .485 | -     | .500 | 5.0  | 1.0 | 0   | 0   | 6.8  |
| 2017–18           | «Фінікс Санз»                 | 20  | 14  | 23.3 | .626 | -     | .674 | 8.0  | 2.5 | .8  | .3  | 11.3 |
| 2017–18           | «Бостон Селтікс»              | 26  | 0   | 19.1 | .530 | -     | .797 | 6.3  | 2.3 | 1.1 | .7  | 10.2 |
| 2018–19           | «Торонто Репторз»             | 38  | 2   | 11.1 | .460 | .000  | .574 | 4.1  | .4  | .3  | .2  | 4.8  |
| 2018–19           | «Бостон Селтікс»              | 2   | 0   | 2.5  | .600 | -     | -    | 1.5  | .5  | .0  | .0  | 3.0  |
| 2018–19           | «Філадельфія Севенті-Сіксерс» | 3   | 0   | 17.3 | .653 | 1.000 | .909 | 4.3  | 2.3 | .3  | .0  | 13.7 |
| Усього за кар'єру | Усього за кар'єру             | 632 | 417 | 27.7 | .514 | .059  | .704 | 8.3  | 2.1 | 1.1 | .6  | 13.2 |

### Плей-оф
| Сезон             | Команда                       | GP | GS | MPG  | FG%  | 3P%  | FT%  | RPG | APG | SPG | BPG | PPG  |
| ----------------- | ----------------------------- | -- | -- | ---- | ---- | ---- | ---- | --- | --- | --- | --- | ---- |
| 2016–17           | «Мілвокі Бакс»                | 6  | 0  | 23.5 | .529 | .000 | .833 | 7.3 | 1.7 | 1.3 | .5  | 13.2 |
| 2017–18           | «Бостон Селтікс»              | 11 | 0  | 9.5  | .500 | -    | .682 | 3.2 | .5  | .2  | .2  | 4.8  |
| 2018–19           | «Філадельфія Севенті-Сіксерс» | 10 | 1  | 9.0  | .400 | .250 | .788 | 3.1 | .4  | .5  | .4  | 4.0  |
| Усього за кар'єру | Усього за кар'єру             | 27 | 1  | 12.4 | .481 | .250 | .770 | 4.1 | .7  | .6  | .3  | 6.4  |